# The Metal Opera
The Metal Opera es el primer disco del proyecto de Tobias Sammet para Avantasia.

## Temas
1. "Prelude" – 1:11
2. "Reach Out For The Light" – 6:33
3. "Serpents In Paradise" – 6:17
4. "Malleus Maleficarum" – 1:43
5. "Breaking Away" – 4:36
6. "Farewell" – 6:32
7. "The Glory Of Rome" – 5:29
8. "In Nomine Patris" – 1:04
9. "Avantasia" – 5:32
10. "A New Dimension" – 1:39
11. "Inside" – 2:24
12. "Sign of the Cross" – 6:26
13. "The Tower" – 9:43

## Créditos
- Músicos
  - Guitarras
    - Henjo Richter (Gamma Ray)
    - Jens Ludwig (Edguy) (en los temas 12 & 13)
    - Norman Meiritz (acústico en el tema 6)

  - Bajo
    - Markus Grosskopf (Helloween)

  - Batería
    - Alex Holzwarth (Rhapsody of Fire)

  - Teclado
    - Tobias Sammet (Edguy)

  - Piano
    - Frank Tischer (en el tema 11)
- Cantantes
  - Gabriel Laymann - Tobias Sammet (Edguy) - temas 2, 3, 5, 6, 7, 9, 11, 12 & 13
  - Lugaid Vandroiy - Michael Kiske (Unisonic,Helloween) - temas 2, 5, 6, 9, & 13
  - Fray Jakob - David DeFeis (Virgin Steele) - temas 3 & 13
  - Alguacil Falk von Kronberg - Ralf Zdiarstek - temas 4 & 7
  - Anna Held - Sharon den Adel (Within Temptation) - temas 6
  - Obispo Johann von Bicken - Rob Rock (Impellitteri) - temas 7 & 12
  - Papa Clement VIII - Oliver Hartmann (ex-At Vance) - temas 7, 12 & 13
  - Elderane el Elfo - André Matos (Symfonia, ex-Shaaman, ex-Angra) - temas 11, 12 & 13
  - Regrin el enano- Kai Hansen (Unisonic, Gamma Ray, Helloween) - temas 11 & 12
  - Voz de la torre - Timo Tolkki (Symfonia, ex-Stratovarius) - tema 13

- Datos: Q948829